# Никола Чунчев
Никола Чунчев е български кавалерийски офицер – ротмистър (общовойскови чин поручик) командир на четвърти ескадрон от 3 –ти Конен полк загинал за България в битките за освобождаване на Добруджа в 1916 г. 

## Биография
Pоден на 20 декември 1888 г. в Татар Пазарджик. Прославил се в битките край Вардар при освобождението на Македония, получава командно назначение на северния фронт. На 19 септември 1916 г. в боевете при Кубадинската позиция в участъка Узунлар – Топра Хисар (Топрак хисар) ротмистър Никола Чунчев командва атаката на хребета Балабанлий, обръщайки се към войниците си с думите: „Нека тук измрем за обединението на България!“, той ги лично повежда в боя, за да остави завинаги името си на добруджанското село станало Поручик Чунчево.
Съгражданинът му полковник Светослав Акрабов, свидетелства за последните мигове в живота на възторжения български воин: 

| „                       | На десния фланг настъпваше Чунчев със своя спешен ескадрон...Настъпваше ескадронът срещу адския пушечен, картечен и барабанен огън... - Юнаци – пламна Чунчев, – сега е септемврий, месецът, когато стана Съединението в Пловдив. Нека сега и ние устоим в борбата и продължим делото на бащите ни, нека тук измреме за обединението на майка България!... И поведе юнаците си напред. Но мина крачка, мина две и на третата, сочещ със сабята и викащ „Напред“, падна с куршум в сърцето и навеки занемя. | “ |
| Полк. Светослав Акрабов | |   |